# Turkish Masters 2022
Turkish Masters 2022 (официально Nirvana Turkish Masters 2022) — профессиональный турнир по снукеру, проходивший с 7 по 13 марта 2022 года в отеле Nirvana Cosmopolitan в Анталии. Это 13-е по счёту рейтинговое событие снукерного сезона 2021—2022. Этот турнир стал первым в серии Turkish Masters и первым профессиональным турниром по снукеру, проведенным в Турции. Первоначально турнир планировалось провести с 27 сентября по 3 октября 2021 года, но организаторы приняли решение отложить его до марта 2022 года из-за пандемии COVID-19 и лесных пожаров в Турции в 2021 году. Квалификационный этап проходил со 2 по 6 февраля 2022 года на арене Morningside Arena в Лестере. В Турции турнир транслируется Турецкой телерадиокомпанией, а в Европе на канале Eurosport. Общий призовой фонд мероприятия составил 500 000 фунтов стерлингов, а победитель получил приз 100 000 фунтов стерлингов.

## Формат
Мероприятие является первым в серии Turkish Masters, и первым профессиональным турниром по снукеру, проведённым в Турции. Он прошёл с 7 по 13 марта 2022 года в отеле Nirvana Cosmopolitan в Анталии и стал 13-м по счёту рейтинговым событием снукерного сезона 2021—2022, организованным Всемирной ассоциацией профессионального бильярда и снукера. Первоначально турнир планировалось провести с 27 сентября по 3 октября 2021 года, но он был перенесён на март 2022 года из-за пандемии COVID-19 и лесных пожаров в Турции в 2021 году. В связи с этим был перенесён и квалификационный этап, который прошёл со 2 по 6 февраля 2022 года на Morningside Arena в Лестере. Перед Turkish Masters 2022 прошёл турнир Welsh Open. В конце марта 2022 пройдёт Gibraltar Open. В Турции турнир транслировался Турецкой телерадиокомпанией, а в Европе на канале Eurosport.
Второй номер мирового рейтинга Ронни О’Салливан отказался участвовать в турнире, потому что организаторы не предложили ему никаких дополнительных денежных поощрений. Председатель WPBSA Джейсон Фергюсон заявил, что, хоть он и был разочарован решением О’Салливана, WPBSA должна поддерживать равные условия у всех участников и не будет предлагать игрокам дополнительные деньги за участие в турнирах. Находящийся на четвёртой позиции в рейтинге Нил Робертсон и действующий чемпион мира Марк Селби отказались от участия по личным причинам. Это означало, что трое из четырёх лучших игроков мирового рейтинга не участвовали.

### Призовой фонд
Общий призовой фонд составляет 500 000 фунтов стерлингов, а победитель получит 100 000 фунтов стерлингов. Ниже показано распределение призового фонда между участниками турнира:
- Победитель: £100,000
- Финалист: £45,000
- Полуфиналист: £20,000
- Четвертьфиналист: £12,500
- Прошедшие в 1/8: 7,500
- Прошедшие в 1/16: £5,500
- Прошедшие в 1/32: £3,500
- Самый крупный брейк: £5,000
- Всего: £500,000

## Общая информация

### Ранние раунды
Роберт Милкинс прибыл на церемонию открытия турнира 6 марта в состоянии алкогольного опьянения. Он поругался с другими игроками, гостями отеля и председателем WPBSA Джейсоном Фергюсоном. Позже он упал в туалете отеля и порезал себе подбородок. Джимми Робертсон доставил Милкинса в больницу, чтобы ему промыли желудок. Роберт Милкинс извинился перед организаторами турнира и отелем за своё поведение. Он заявил, что едва избежал дисквалификации. Организаторы подтвердили, что сообщил об инциденте в дисциплинарный комитет WPBSA.
В 1/32 финала Джон Хиггинс сделал два сенчури — брейка, в том числе 128 очков в финальном фрейме. Он победил чемпиона Европы по снукеру среди юношей до 21 года Дилана Эмери со счётом 5-2. Эмери, играя в статусе любителя, уже завоевал место в Мировом снукерном туре в сезоне 2022—2023. Хиггинс предсказал, что Эмери преуспеет в туре, но сказал, что он все ещё «сырой игрок». Си Цзяху, ещё один игрок-любитель, победил находящегося на 13 месте в рейтинге Энтони Макгилла со счетом 5-2. Мартин Гулд провёл несколько сенчури подряд и победил Дэвида Грейса со счетом 5-4. Лука Бресель, отпраздновавший своё 27-летие, сделал шесть брейков по 50 очков и победил Стюарта Кэррингтона со счетом 5-1. Оливер Лайнс отставал на 50 очков в решающем фрейме против Сяо Годуна, но выиграл в нём с отрывом 69 очков и одержал победу в матче. Шон Мерфи обыграл Люя Хаотяня за 63 минуты, сделав брейки по 64, 59 и 58 очков. Джимми Робертсон, отстававший со счётом 0-2, выиграл пять фреймов подряд и победил Цао Юпэна со счетом 5-2. Дин Джунху, опустившийся на 32-е место в мировом рейтинге, отставал от Милкинса 1-4, но сделал брейки 131, 105, 81 и 55 очков и выиграл 5-4.
Номер три мирового рейтинга Джадд Трамп выиграл первые два фрейма у Криса Уэйклина, но Уэйклин сделал брейк 113 очков в третьем и сравнял счёт в четвёртом. Трамп вернул себе преимущество в два фрейма со счётом 4-2, но набрал только одно очко в седьмом фрейме. Трамп выиграл восьмой фрейм победил в матче со счётом 5-3. Джек Джонс вёл в счёте 4-2 в игре с 11-м игроком мирового рейтинга Марком Алленом, но Аллен сравнял счёт и добился решающего фрейма. Джонс одержал победу, сделав брейк в 79 очков. Эта победа стала одной из крупнейших в его карьере. Джек Лисовски выиграл у Мартина О’Доннелла со счётом 5-4. Джо Перри, выигравший Открытый чемпионат Уэльса по снукеру за неделю до Turkish Masters, проиграл 2-5 в 1/8 финала Ляну Вэньбо, а Хоссейн Вафаей победил Бена Вулластона 5-3 сделав брейки 98, 91, 52, 69 и 70 очков.
В 1/16 финала Мэтью Селт победил Чжао Синьтуна со счётом 5-2, выиграв первые три фрейма на цветных шарах, а затем сделав брейки 70 и 80 очков. Селт отметил, что его осторожность часто помогала ему выигрывать матчи, когда он был не в самой лучшей форме. Джон Хиггинс победил Майкла Холта со счётом 5-0, сделав брейки со счётом 121, 54 и 69 очков. Дин Цзюньхуэй выиграл первый фрейм в своём матче против Кайрена Уилсона, но Уилсон выиграл три фрейма подряд и вышел вперёд со счётом 3-1. После перерыва Дин набрал 255 очков, сделав брейки в 73, 105 и 100 очков, и вышел вперёд на один фрейм. Затем Дин выиграл восьмой фрейм, победив Уилсона со счётом 5-3. Тепчайя Ун-Нух победил Джордана Брауна со счетом 5-1, сделав брейки 92, 72 и 51 очко в последних трёх фреймах, в то время как Мартин Гулд отставал со счётом 3-4, но победил Джека Лисовски в решающем фрейме. Джадд Трамп сделал брейк в 116 очков в своём первом фрейме в игре против Ляна Вэньбо, но затем китайский игрок выиграл четыре фрейма подряд и повёл со счётом 4-1. Лян имел шанс выиграть матч в шестом фрейме, но промазал чёрным шаром с места, позволив Трампу взять фрейм. У Ляна было больше шансов на победу в седьмом фрейме, но он не воспользовался ими на финальном красном. Трамп забил красный шар в жёлтый карман, а затем перешёл в розовый и выиграл восьмой фрейм. Трамп смог воспользоваться возможностью выиграть фрейм и матч, которую получил благодаря своей осторожности. Али Картер уступил 0-3 Мэтью Стивенсу, но смог отыграться в решающем матче.
В 1/8 финала Грэм Дотт победил Джона Хиггинса в шотландском дерби. Хиггинс сделал брейк 141 очко во втором фрейме, и повёл 4-3. Дотт выиграл восьмой фрейм после того, как Хиггинс не забил финальный коричневый шар из сложной позиции. Грэм Дотт выиграл решающий матч, сделав брейк в 50 очков с мячами, находившимися в сложных позициях. Дотт заявил: «Победа над [Хиггинсом] в трудных матчах придаёт мне большую уверенность в себе». Дин Цзюньхуэй победил Си Цзяхуэйа в решающем матче, сделав брейки 64, 93, 73, 127, 105 и 97 очков и вышел в свой первый рейтинговый четвертьфинал после German Masters 2021. Селт Мэттью победил Тепчаю Ун-Нуха со счетом 5-1, сделав брейки 72, 80 и 61 очко. Джадд Трамп обыграл Чжоу Юэлуна со счётом 5-4. У Чжоу были шансы выиграть матч в восьмом фрейме, но Трамп выиграл его на цветных шарах после положения снукер у Чжоу на жёлтом. Затем Джадд Трамп выиграл решающий матч после того, как Чжоу промазал красным шаром в центральную лузу. Оливер Лайнс победил Яня Бинтао в 45-минутном решающем фрейме и вышел в первый рейтинговый четвертьфинал в своей карьере, в то время как Али Картер победил Сэма Крейги со счётом 5-0, сделав крупный брейк 135 очков. С брейками в 51, 70, 69, 81, 61 и 65 очков Шон Мерфи победил Джека Джонса со счётом 5-3 и вышел в свой второй рейтинговый четвертьфинал в сезоне.

## Основная часть

### Финал
| Финал. Матч из 19 фреймов. Судья: Брендан Мур. Отель Nirvana Cosmopolitan, Анталья, Турция, 13 марта 2022 г.                  |                     |                          |
| Мэттью Селт (25) Англия | —                   | Джадд Трамп (2) · Англия |
| Первая половина: 66-51, 1-76, 66-1, 0-120, 21-77, 0-82, 81-11, 40-70 Вторая половина: 76-113, 0-147, 0-98, 63-40, 7-90, 7-114 |                     |                          |
| 61 | Самый крупный брейк | 147                      |
| 0 | Сенчури-брейки      | 3                        |
| 1 | Брейки 50+ очков    | 9                        |

## Квалификация

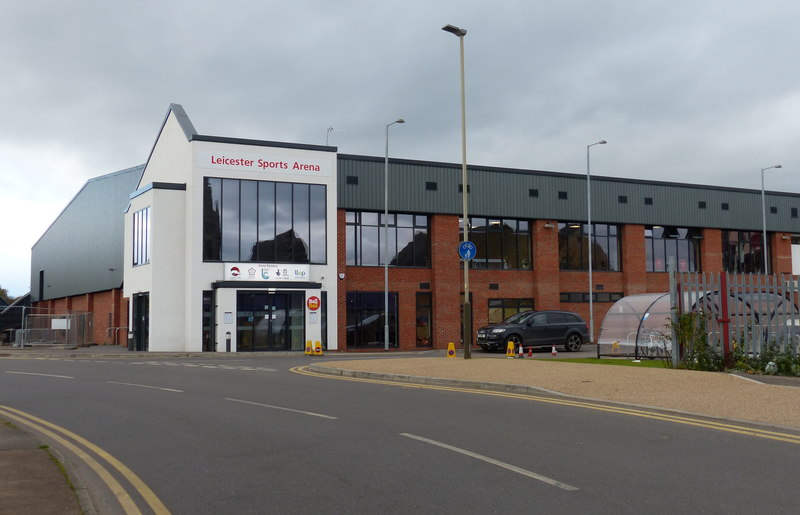
Квалификация проходила на арене Morningside Arena в Лестере, Англия фото 2017 года).

Квалификация на турнир проходила со 2 по 6 февраля 2022 года на арене Morningside Arena в Лестере. Робби Уильямс должен был принять участие в турнире, но отказался от участия и был заменён Диланом Эмери. Ноппон Саенгкхам также должен был участвовать, но отказался, и был заменён Марком Ллойдом. Вместо Марка Селби и Нила Робертсона, которые отказались от участия за три дня до начала турнира, были приглашены Хейдон Пинхи и Саймон Блэквелл.
- Хейдон Пинхи (Англия) 1-5  Ву Юдзи (Китай)[nb 1]
- Панг Джунху (Китай) (64) 4-5  Арон Хилл (Ирландия)
- Лю Нинг (Китай) (32) 5-0  Лю Пифан (Китай)
- Марк Кинг (Англия) (33) 1-5  Зак Сюрти (Англия)
- Джек Лисовски (Англия) (16) 5-1  Дэвид Лилли (Англия)
- Мартин О`Доннел (Англия) (49) 5-1  Майкл Джадж (Ирландия)
- Мартин Гулд (Англия) (17) 5-4  Крейг Стидмэн (Англия)
- Дэвид Грэйс (Англия) (48) 5-2  Питер Лайнс (Англия)
- Лайам Хайфилд (Англия) (41) 2-5  Эшли Хамил (Англия)
- Джордан Браун (Северная Ирландия) (24) 5-2  Бай Лангнинг (Китай)
- Тепчайя Ун-Нух (Таиланд) (56) 5-0  Исмаил Тюрке (Турция)[nb 1]
- Стивен Магуайр (Шотландия) (9) 5-2  Чжао Цзянбо (Китай)
- Александр Урсенбахер (Швейцария) (40) 5-1  Джеймс Чэйл (Англия)
- Мэттью Сэлт (Англия) (25) 5-4  Чжан Анда (CHN)
- Сани Анкани (Таиланд) (57) 3-5  Михаэль Уайт (Уэльс)
- Чао Синьтун (Китай) (8) 5-1  Луис Хиткоут (Англия)
- Джон Хиггинс (Шотландия) (5) 5-3  Бэрри Пинчес (Англия)
- Дилан Эмери (Уэльс) 5-0  Дилан Эмери (Англия)
- Гэри Уилсон (Англия) (28) 4-5  Лукас Клекерс (Англия)
- Майкл Холт (Англия) (37) 5-2  Джон Если (Англия)
- Стюарт Бинхам (Англия) (12) 3-5  Джексон Пейдж (Уэльс)
- Марк Джойс (Англия) (53) 3-5  Саймон Лихтенберг (Германия)
- Грэм Дотт (Шотландия) (21) 5-0  Шон Мэддокс (Англия)
- Скотт Дональдсон (Шотландия) (44) 5-3  Чен Зифан (Китай)
- Энтони Хэмилтон (Англия) (45) 5-3  Кен Доэрти (Ирландия)
- Том Форд (Англия) (20) 5-3  Хаммад Миах (Англия)
- Доминик Дэйл (Уэльс) (52) 2-5  Си Цзяху (Китай)
- Энтони МакГилл (Шотландия) (13) 5-3  Джэйми Кларк (Уэльс)
- Роберт Милкинс (Англия) (36) 5-2  Нигель Бонд (Англия)
- Дин Цзюньхуэй (Китай) (29) 5-2  Эндрю Пэдджет (Уэльс)
- Тянь Пэнфэй (Китай) (61) 5-3  Элиан Тэйлор (Англия)
- Кирен Уилсон (Англия) (4) 5-0  Рори МакЛеод (Ямайка)[nb 1]
- Саймон Блэкуэлл (Англия) 4-5  Юлиан Бойко (Украина)[nb 1]
- Эндрю Хиггинсон (Англия) (62) 5-0  Джейми О`Нейл (Англия)
- Сяо Гудонг (Китай) (30) 5-4  Сюй Си (Китай)
- Марк Лиойд (Англия) 0-5  Оливер Лайн (Англия)
- Янг Бингато (Китай) (14) 5-1  Стивен Холлуорт (Англия)
- Джо О`Коннор (Англия) (51) 5-2  Митчелл Ман (Англия)
- Дэвид Гилберт (Англия) (19) 4-5  Энди Хикс (Англия)
- Эллиот Слессор (Англия) (46) 5-3  Дуан Джонс (Уэльс)
- Бен Вулластон (Англия) (43) 5-1  Иан Бёрнс (Англия)
- Хоссейн Вафай (Северная Ирландия) (22) 5-0  Энес Бакирчи (Турция)[nb 1]
- Джак Джонс (Уэльс) (54) 5-1  Джерад Грин (Северная Ирландия)
- Марк Аллен (Северная Ирландия) (11) 5-2  Чжан Бинью (Китай)
- Джимми Робертсон (Англия) (38) 5-1  Дин Янг (Шотландия)
- Райан Дэй (Уэльс) (27) 0-5  Чао Юпен (Китай)
- Лю Хаютянь (Китай) (59) 5-1  Фергал О`Брейн (Ирландия)
- Шон Мёрфи (Англия) (6) 5-2  Джимми Уайт (Англия)
- Марк Уильямс (Уэльс) (7) 5-1  Реанн Эванс (Англия)
- Мэттью Стивенс (Уэльс) (58) 5-1  Фарах Аджаиб (Пакистан)
- Али Картер (Англия) (26) 5-4  Бен Ханкорн (Англия)
- Джейми Джонс (Уэльс) (39) 5-2  Джейми Уилсон (Англия)
- Бэрри Хокинс (Англия) (10) 3-5  Юань Сидзюнь (Китай)
- Марк Дэвис (Англия) (55) 5-2  Росс Мюр (Шотландия)
- Рики Уолден (Англия) (23) 5-3  Эшли Карти (Англия)
- Сэм Креги (Англия) (42) 5-3  Сандерсон Лом (Англия)
- Ли Хань (Китай) (47) 3-5  Фань Чжэньи (Китай)
- Чжоу Юэлонг (Китай) (18) 5-2  Сохейл Вахеди (Иран)
- Стюарт Кэррингтон (Англия) (50) 5-2  Фрейзер Патрик (Шотландия)
- Лука Брюсель (Бельгия) (15) 5-1  Питер Девлин (Англия)
- Джо Пэрри (Англия) (34) 5-1  Ли Уолкер (Уэльс)
- Лян Вэньбо (Китай) (31) 5-2  Чжан Цзянькан (Китай)
- Крис Уокелин (Англия) (63) 5-1  Гао Ян (Китай)
- Джадд Трамп (Англия) (2) 5-0  Майкл Джорджиу (Кипр)[nb 1]

1. 1 2 3 4 5 6  Матч был отложен и сыгран в Анталии.

## Сотенные брейки

### Сенчури-брейки в основной части
Всего в основной части турнира было сделано 47 сотенных брейков.
- 147, 120, 116, 114, 110 — Джадд Трамп
- 141, 128, 121, 106 — Джон Хиггинс
- 139 — Эллиот Слессор
- 135, 133 — Али Картер
- 135 — Грэм Дотт
- 131, 127, 105, 105, 105, 102, 100 — Дин Цзюньхуэй
- 131 — Роберт Милкинс
- 129 — Джек Джонс
- 129 — Сяо Годун
- 123, 105 — Мартин Гулд
- 123 — Лу Нин
- 121 — Том Форд
- 120 — Марк Дэвис
- 119, 116 — Янь Бинтао
- 118, 104 — Мэттью Селт
- 118 — Лян Вэньбо
- 117 — Юань Сидзюнь
- 116, 100 — Кирен Уилсон
- 113 — Оливер Лайнс
- 113 — Крис Уэйклин
- 112 — Марк Аллен
- 111, 107 — Ву Ицзэ
- 106 — Шон Мерфи
- 106 — Си Цзяху
- 104 — Мэтью Стивенс
- 102, 101 — Хоссейн Вафаей
- 102 — Марк Уильямс
- 101 — Джордан Браун
- 101 — Джек Лисовски
- 101 — Тепчайа Ун-Нух

### Сенчури в квалификации
Всего во время квалификации было сделано 32 сенчури.
- 145 — Крейг Стедман
- 142 — Эллиот Слессор
- 141 — Скотт Дональдсон
- 138, 120 — Дин Цзюньхуэй
- 137, 101 — Эндрю Хиггинсон
- 136 — Марк Дэвис
- 130 — Джон Хиггинс
- 129 — Джо Перри
- 127 — Майкл Уайт
- 122 — Дилан Эмери
- 117, 102 — Люка Бресель
- 117 — Майкл Холт
- 116, 112 — Том Форд
- 114 — Бен Хэнкорн
- 114 — Джек Джонс
- 113 — Сюй Си
- 110, 109 — Джек Лисовски
- 107 — Крис Уэйклин
- 106 — Чэнь Цзыфань
- 105, 101 — Чжао Синьтун
- 104 — Ли Хан
- 103, 101 — Стивен Магуайр
- 101 — Джейми Уилсон
- 101 — Янь Бинтао
- 100 — Рики Уолден